# Scinax quinquefasciatus
A Scinax quinquefasciatus a kétéltűek (Amphibia) osztályának békák (Anura) rendjébe és a levelibéka-félék (Hylidae) családjába tartozó faj.

## Előfordulása
A faj Kolumbiában és Ecuadorban él. Természetes élőhelye szubtrópusi vagy trópusi száraz erdők, szubtrópusi vagy trópusi nedves síkvidéki erdők, szubtrópusi vagy trópusi nedves bozótosok, időszakos édesvízi mocsarak, ültetvények, kertek, lakott területek, lepusztult erdők, pocsolyák, csatornák és árkok.